# Mycomya saga
Mycomya saga är en tvåvingeart som beskrevs av Vaisanen 1984. Mycomya saga ingår i släktet Mycomya och familjen svampmyggor.
Artens utbredningsområde är Oregon. Inga underarter finns listade i Catalogue of Life.